# Kaci Kullmann Five
Kaci Kullmann Five (Bærum, 13 aprile 1951 – Oslo, 19 febbraio 2017) è stata una politica norvegese appartenente al partito liberale Høyre e presidente a partire dal 2015 del Comitato per il Nobel norvegese che ogni anno assegna il premio Nobel per la pace.

## Biografia
Figlia di un dentista, ha studiato diritto e francese e si è laureata in scienze politiche presso l'Università di Oslo nel 1981. Prima dell'inizio della sua carriere politica, era consulente presso la Confederation of Norwegian Enterprise.
Sposata dal 1972 con Carsten O. Five, direttore della rivista economica Dine Penger, hanno due figli.
Ha fatto parte del consiglio comunale di Bærum dal 1975 al 1981 ed è stata vicepresidente del Comitato esecutivo per l'educazione. Dal 1977 al 1979 è stata la prima donna presidente del partito giovanile Norwegian Young Conservatives.
È morta nel 2017 all'età di 65 anni a seguito di un tumore al seno.

## Comitato per il Nobel norvegese
Kaci Kullmann Five è stata eletta membro del Comitato per il Nobel norvegese già fra gli anni 2000 e 2003 venendo poi riconfermata nel 2003 stesso. Dal marzo 2015 è stata eletta a capo del Comitato, succedendo a Thorbjørn Jagland.